# Riviera Lucchese
La Riviera Lucchese est une partie de la Toscane nord-occidentale en Italie, qui comprend la côte  méridionale de la  province de Lucques, que certains historiens n'incluent pas dans la Versilia.
Zone touristique renommée, elle comprend les communes côtières de Viareggio et Camaiore, la commune collinaire de Massarosa. 
La côte, du sud au nord, part du frazione Torre del Lago Puccini, traverse Viareggio et arrive au frazione  Lido di Camaiore, jouxtant Pietrasanta, à  Le Focette.